# Caccobius bidentatus
Caccobius bidentatus är en skalbaggsart som beskrevs av Antoine Boucomont 1923. Caccobius bidentatus ingår i släktet Caccobius och familjen bladhorningar. Inga underarter finns listade.